# Меньок
Меньоците (Brosme brosme) са вид животни от семейство Трескови (Gadidae).
Таксонът е описан за пръв път от Петер Асканиус през 1772 година.